# 樹上開花
「樹上開花」是兵法三十六計的第廿九計。
原文為：「借局布勢，力小勢大。鴻漸於陸，其羽可用為儀也。」意思是說樹上本來沒有花，卻貼上花，讓外人不易察覺，這是指利用「虛張聲勢」來欺騙敵軍。這個成語來自於「鐵樹開花」，由於鐵樹很難看到開花的情形，所以被認為是很難實現達成的事情，而「樹上開花」則是指在樹上貼上花，而使其他人認為達成了很困難的事情，進而達到欺騙敵人的效果。